# Memorial Michail Tal'

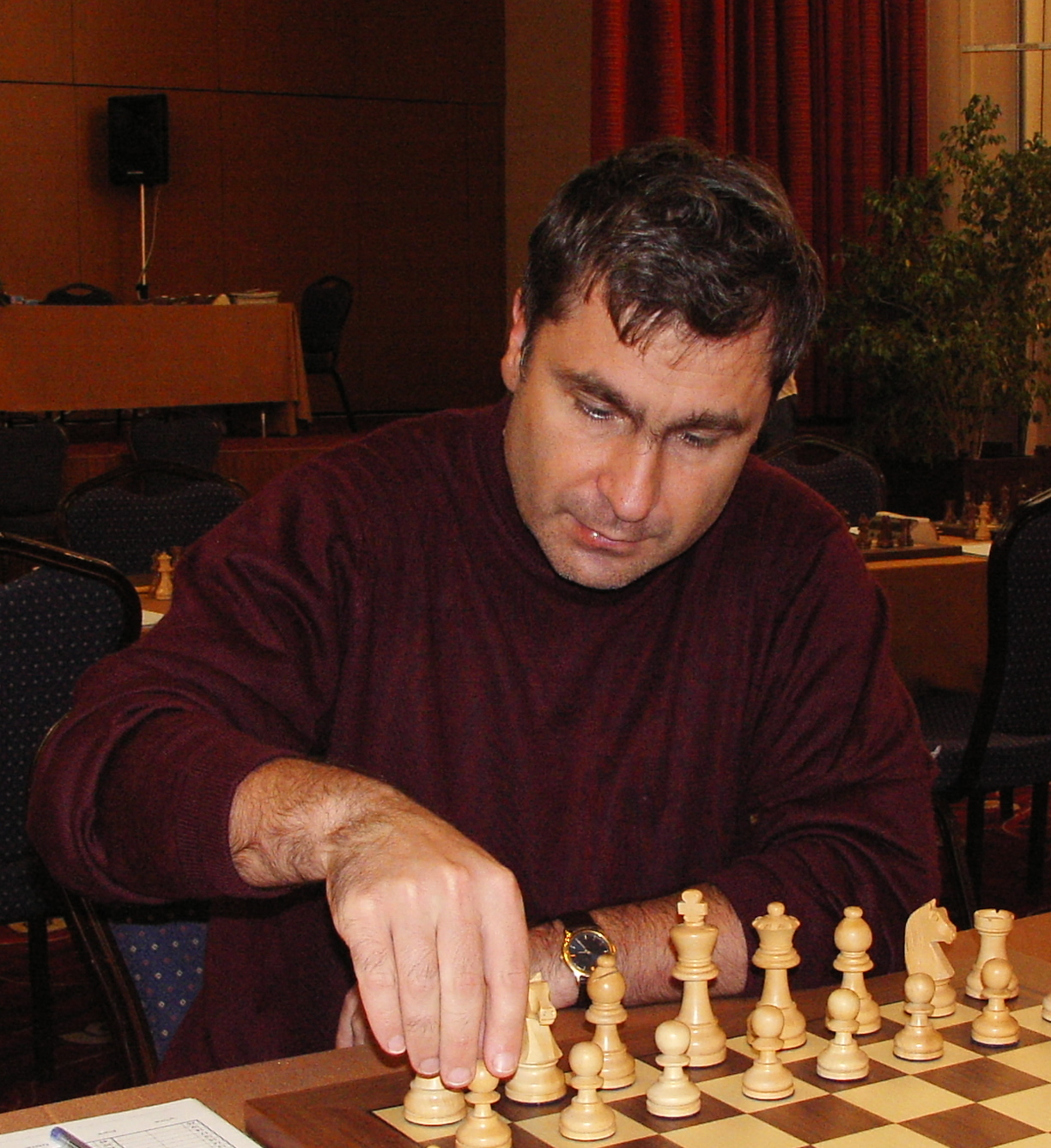
Vassily Ivančuk, vincitore nel 2008.

Il Memorial Michail Tal', noto anche come Tal Memorial, è un torneo di scacchi che si gioca a Mosca dal 2006 in onore di Michail Tal', 8º campione del mondo.
È organizzato dalla Federazione scacchistica russa.

## Dettagli di alcune edizioni
Le prime sei edizioni si sono svolte nel mese di novembre, la settima e l'ottava e nel mese di giugno. Ha visto la partecipazione di molti tra i più forti Grandi maestri del mondo. Le prime tre edizioni sono state tutte di categoria XX (media Elo 2726-2750).
Il torneo del 2009 ha visto la vittoria di Vladimir Kramnik con 6 su 9. A mezzo punto di distacco Magnus Carlsen e Vassily Ivančuk. Solo quarto il campione del mondo in carica Viswanathan Anand. La media Elo è stata di oltre 2763 punti (Cat. XXI).
Nel 2010 tre giocatori si sono piazzati a pari merito in testa alla classifica, con 5,5 su 9: Lewon Aronyan, Sergej Karjakin e Şəhriyar Məmmədyarov. Solo settimo, con 4,5 punti, Vladimir Kramnik, vincitore della precedente edizione.
Nel 2011 Magnus Carlsen e Lewon Aronyan terminano in cima alla classifica entrambi con 5,5 su 9: il primo criterio di spareggio (maggior numero di partite giocate con il nero) ha assegnato la vittoria in solitaria al norvegese.
Nel 2012 il torneo si è disputato in giugno, Magnus Carlsen si conferma vincendo il torneo per la seconda volta con 5,5 su 9, secondo si classifica Fabiano Caruana con 5 su 9, stesso punteggio del terzo classificato Teymur Rəcəbov ma più avanti in classifica grazie alla norma che premia il giocatore che ha disputato più partite con il nero (5 per Caruana e 4 per Radjabov).
Nel 2013 il torneo è stato giocato ancora in giugno. La media Elo è stata di 2777 punti (cat. XXII), la più alta finora raggiunta dal torneo e una delle più alte di sempre. Un torneo da dimenticare per Vladimir Kramnik, che si è classificato ultimo con 3 punti su 9.
Nel 2014 il torneo si è disputato il 13 e 14 novembre a Soči con cadenza blitz.
Nel 2015 il torneo non si è disputato.
Nel 2017 il torneo non si è disputato, si è svolto nel marzo 2017 un torneo Mikhail Tal Memorial a Jūrmala, che non è legato ai precedenti tornei (è stato vinto nella cadenza blitz da Aleksej Širov e nella cadenza rapid da Vladimir Oniščuk.

## Albo d'oro del torneo
| #    | Anno | Media Elo                 | Vincitore/i                                        | Paese                      | Punti              |
| ---- | ---- | ------------------------- | -------------------------------------------------- | -------------------------- | ------------------ |
| I    | 2006 | 2727                      | Lewon Aronyan Péter Lékó Ruslan Ponomarëv          | Armenia Ungheria Ucraina   | 5,5 / 9            |
| II   | 2007 | 2741                      | Vladimir Kramnik                                   | Russia                     | 6,5 / 9            |
| III  | 2008 | 2738                      | Vassily Ivančuk                                    | Ucraina                    | 6 / 9              |
| IV   | 2009 | 2763                      | Vladimir Kramnik                                   | Russia                     | 6 / 9              |
| V    | 2010 | 2757                      | Lewon Aronyan Sergej Karjakin Şəhriyar Məmmədyarov | Armenia Russia Azerbaigian | 5,5 / 9            |
| VI   | 2011 | 2776                      | Magnus Carlsen Lewon Aronyan                       | Norvegia Armenia           | 5,5 / 9            |
| VII  | 2012 | 2776                      | Magnus Carlsen                                     | Norvegia                   | 5,5 / 9            |
| VIII | 2013 | 2777                      | Boris Gelfand                                      | Israele                    | 6 / 9              |
| IX   | 2014 | 2725 (blitz)              | Şəhriyar Məmmədyarov                               | Azerbaigian                | 16 / 22[3]         |
| X    | 2016 | 2760                      | Jan Nepomnjaščij                                   | Russia                     | 6 / 9[4]           |
| XI   | 2018 | 2757 (rapid) 2793 (blitz) | Viswanathan Anand Sergej Karjakin                  | India Russia               | 6/9 10/13[5]       |
| XII  | 2019 | ? (rapid) ? (blitz)       | Vladimir Fedoseyev Ihor Kovalenko                  | Russia Lettonia            | 9.5/11[6] 12/13[7] |

## Galleria d'immagini

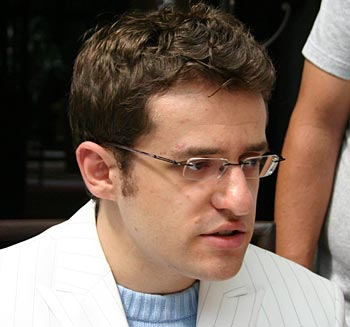
Lewon Aronyan, co-vincitore nel 2006 e nel 2010
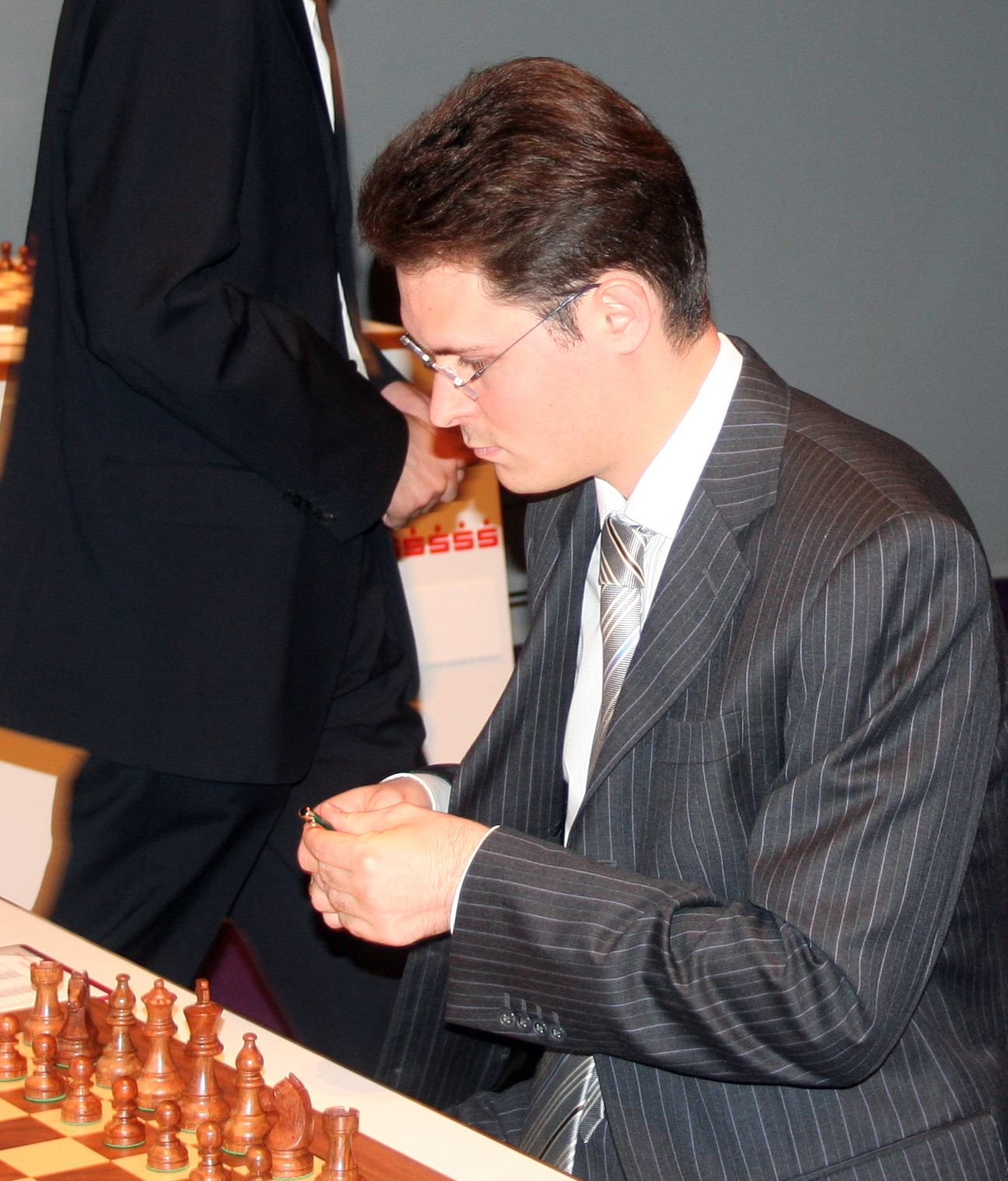
Péter Lékó, co-vincitore nel 2006
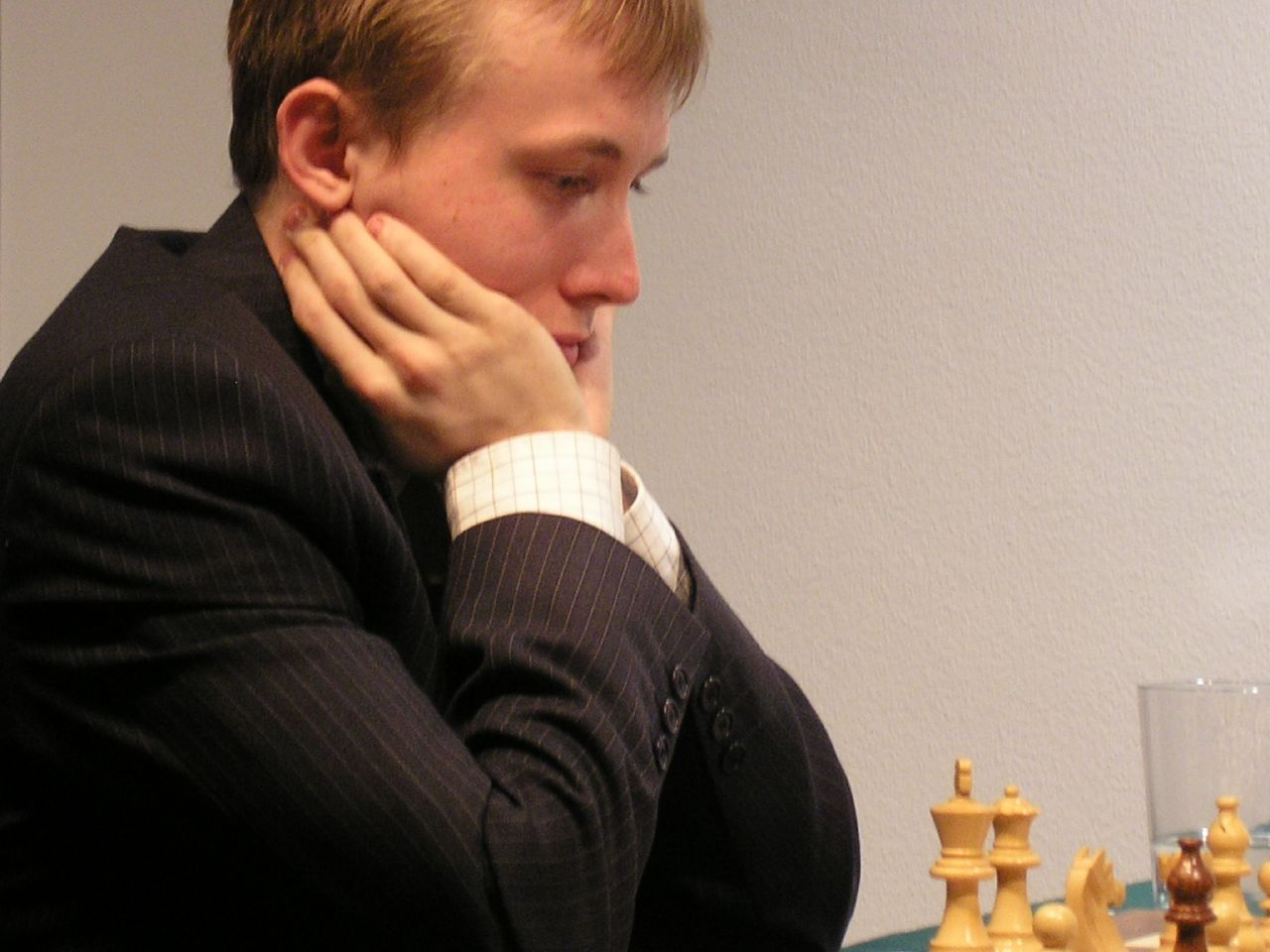
Ruslan Ponomarëv, co-vincitore nel 2006
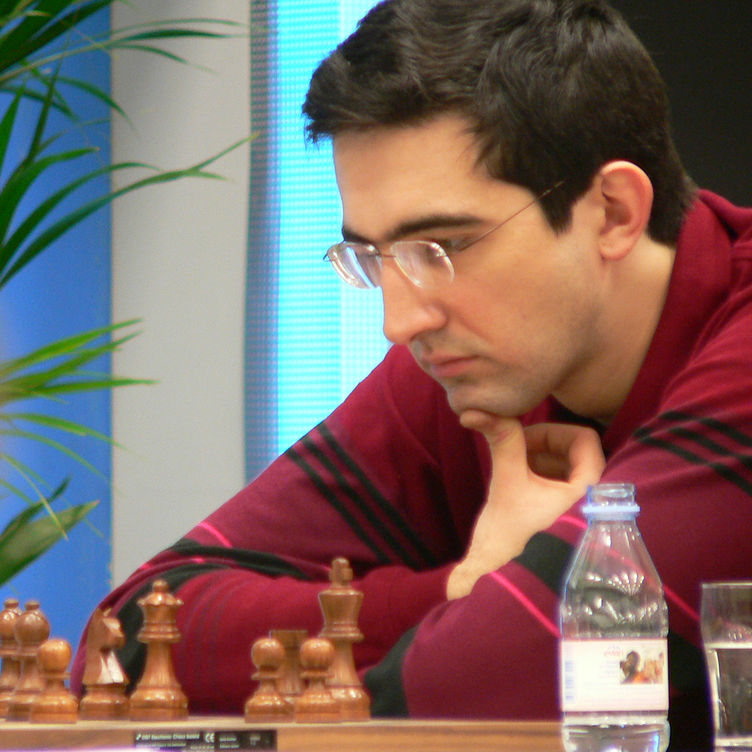
Vladimir Kramnik, vincitore nel 2007 e 2009
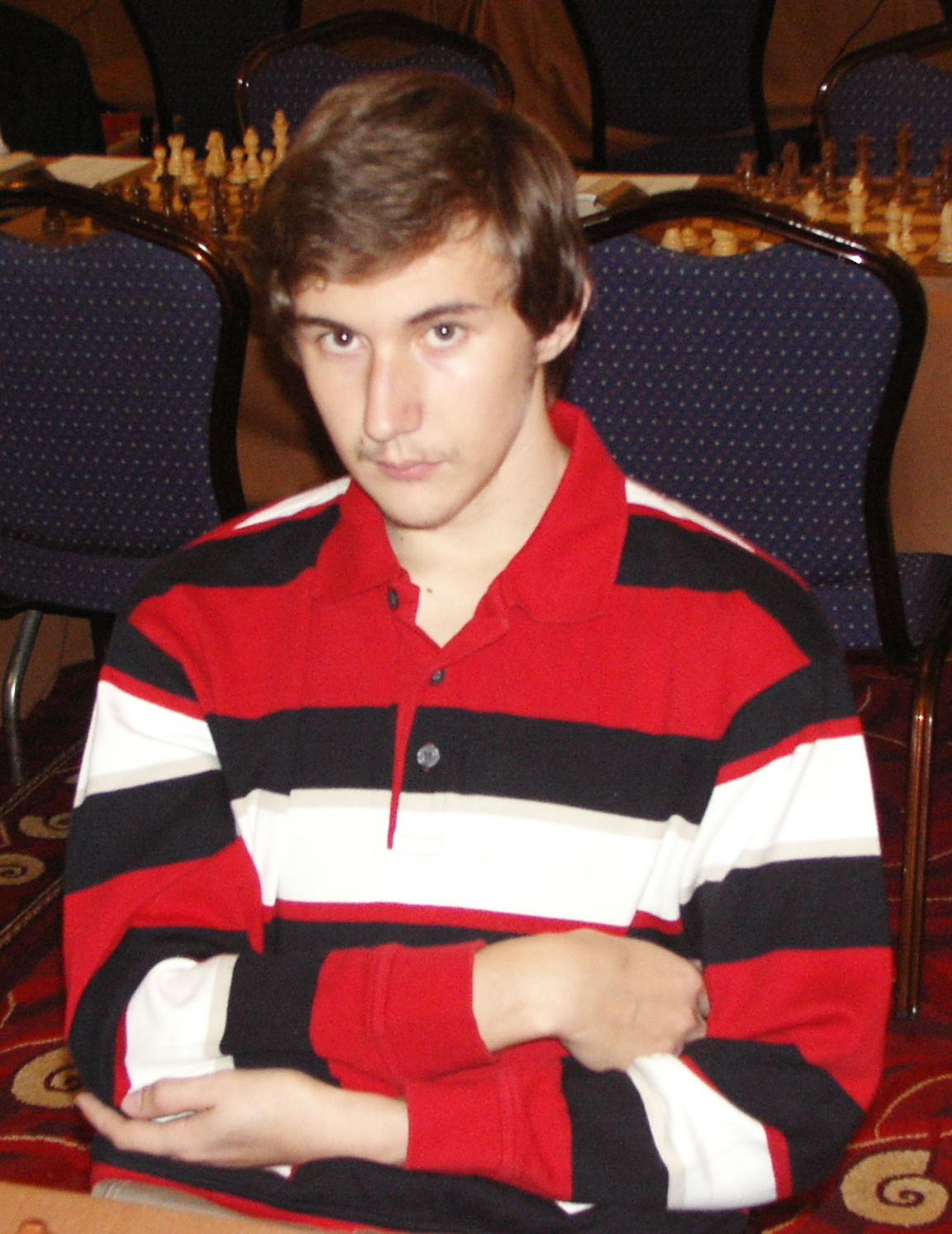
Sergej Karjakin, co-vincitore nel 2010 e vincitore Blitz nel 2018
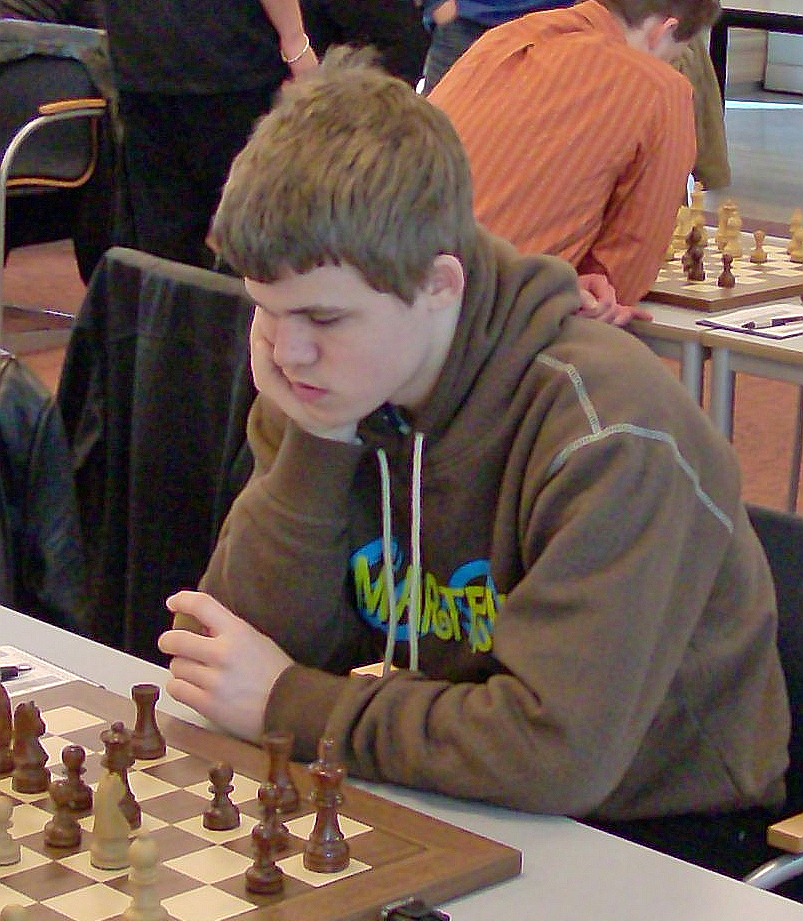
Magnus Carlsen, vincitore nel 2011 e 2012